# Janville-sur-Juine
 Janville-sur-Juine  es una población y comuna francesa, ubicada en la región de Isla de Francia, departamento de Essonne, en el distrito de Étampes y cantón de Étréchy.

## Demografía
| 776 | 894 | 1314 | 1527 | 1714 | 1788 |
| Para los censos de 1962 a 1999 la población legal corresponde a la población sin duplicidades (Fuente: INSEE [Consultar]) |     |      |      |      |      |